# Јефимовски
Јефимовски (рус. Ефимовский) насељено је место са административним статусом варошице (рус. посёлок городского типа) на северозападу европског дела Руске Федерације. Налази се у југоисточном делу Лењинградске области и административно припада Бокситогорском рејону.
Према проценама националне статистичке службе за 2014. у вароши је живело 3.718 становника.
Статус насеља урбаног типа, односно варошице носи од 1967. године.

## Географија
Варошица Јефимовски смештена је у централном делу Бокситогорског рејона на југоистоку Лењинградске области. Варошица лежи источно од града Пикаљова, на аутопуту Н4 (41К-138). Јужно од варошице пролази аутопут од федералног значаја А114 који повезује Вологду са Новом Ладогом. Кроз насеље такође пролази и железничка линија Санкт Петербург—Вологда.
Кроз насеље протиче речица Валченка.

## Становништво
Према подацима са пописа становништва 2010. у граду је живело 3.611 становника, док је према проценама националне статистичке службе за 2014. варошица имала 3.718 становника.
| 1939. | 1959. | 1970. | 1979. | 1989. | 2002. | 2010. | 2014. |
| ----- | ----- | ----- | ----- | ----- | ----- | ----- | ----- |
| 1,910 | 4,624 | 4,775 | 4,595 | 5,177 | 3,937 | 3,611 | 3,718 |